# Бреняно
Бреня̀но (на италиански: Bregnano; на ломбардски: Bregnan, Бренян) е градче и община в Северна Италия, провинция Комо, регион Ломбардия. Разположено е на 290 m надморска височина. Населението на общината е 6466 души (към 2017 г.).